# 普氏马先蒿矮小亚种
普氏马先蒿矮小亚种（学名：Pedicularis przewalskii sp. microphyton）为玄参科马先蒿属下的一个亚种。

## 扩展阅读
- 維基物種上的相關：普氏马先蒿矮小亚种